# Soul Love
«Soul Love» — композиция, написанная Дэвидом Боуи для альбома The Rise and Fall of Ziggy Stardust and the Spiders from Mars (1972). В песне рассматриваются различные типы любви: любовь к близким, которые умерли (каменная любовь), романтическая (новая любовь) и религиозная (душевная любовь).

## Концертные версии
Версия, записанная во время шоу на филадельфийском стадионе Spectrum в апреле 1978 года, вошла в концертный альбом Stage. Эта версия позже попала на сторону «Б» концертного-сингла «Blackout».

## Другие издания
- Песня попала на сторону «Б» сингла «All the Madmen» в июне 1973 года.
- Композиция была включена в советский сборник Человек со звёзд в 1989 году.
- Песня была выпущена в составе сборника The Collection в 2005 году.

## Кавер-версии
- Aslan — CD сингл
- Geza Csikasz — «Grown Glove», бонус-трек вдохновленный лирикой Mårten Nilson (2008)
- Марти Джонс — Match Game (1986)
- Керис Мэтьюз — «Open Road EP» (2006)
- Мик Ронсон — была названа «Stone Love», бонус-трек на альбоме Play Don't Worry (переиздание 1997 года)
- Techno Cowboy — The Ziggy Stardust Omnichord Album (2009)
- Лука Продан — «Perdedores Hermosos» (записана в 1982-83 годах, издана в 1997)